# NGC 5854
NGC 5854 (również PGC 54013 lub UGC 9726) – galaktyka spiralna z poprzeczką (SB0-a), znajdująca się w gwiazdozbiorze Panny. Została odkryta 24 lutego 1786 roku przez Williama Herschela. Należy do grupy galaktyk NGC 5846.
W galaktyce NGC 5854 zaobserwowano supernową SN 1980P.